# Чейфи, Линкольн
Линкольн Дэвенпорт Чейфи (англ. Lincoln Davenport Chafee; род. 26 марта 1953, Провиденс, Род-Айленд) — американский независимый политик, ранее представлявший Республиканскую партию. 74-й губернатор штата Род-Айленд.

## Биография

### Ранние годы, образование и карьера
Линкольн Чейфи родился в Провиденсе, штат Род-Айленд, в семье Вирджинии (урожденной Коутс) и Джона Чейфи. Он учился в средней школе в Уорике, частной дневной школе округа Провиденс и Академии Филлипса. В 1975 году получил степень бакалавра искусств в области антиковедения в Брауновском университете, где был капитаном команды по борьбе. Затем Чейфи учился в школе наездников при университете штата Монтана в Бозмене. В течение следующих семи лет он работал кузнецом на ипподромах в США и Канаде.
Прапрадед Чейфи, Генри Липпитт, был 33-м губернатором штата Род-Айленд в 1875—1877 годах. Предки Чейфи были одними из первых поселенцев Хингэма, штат Массачусетс, прежде чем переехали на юг в Род-Айленд.

### Политическая карьера
Чейфи начал свою политическую карьеру в 1985 году делегатом конституционного конвента Род-Айленда. Год спустя он был избран в городской совет Уорика, где служил до своего избрания на пост мэра Уорика в 1992 году. Эту должность Чейфи занимал вплоть до своего назначения в Сенат США в 1999 году.
После того, как его отец-сенатор заявил, что не будет добиваться своего переизбрания в 2000 году, Линкольн Чейфи объявил о своём намерении баллотироваться в Сенат США. Когда Джон Чейфи скоропостижно скончался в октябре 1999 года, губернатор Линкольн Элмонд назначил младшего Чейфи на его место.
В 2000 году Чейфи был избран в Сенат США на полный шестилетний срок. На выборах он победил кандидата от Демократической партии Роберта Вейганда, набрав 57 % голосов против 41 % у соперника. На выборах 2006 года Чейфи потерпел поражение от демократа Шелдона Уайтхауса. Уайтхаус набрал 54 % голосов, а Чейфи — 46 %.
Летом 2007 года Чейфи официально вышел из Республиканской партии. Он сказал, что сделал это из-за усиления консерватизма в партии, и, в частности, из-за сокращения расходов на программы помощи людям со средним и низким уровнем доходов, таких как гранты Пелла и «Хед старт».
В 2008 году Чейфи стал членом консультативного совета JStreet, лоббистской организации, целью которой является поддержка Израиля и мирное урегулирование арабо-израильского конфликта.
4 января 2010 года Чейфи официально объявил о своём намерении баллотироваться на пост губернатора штата Род-Айленд в качестве независимого кандидата. 2 ноября 2010 года Чейфи победил на губернаторских выборах шестерых соперников, набрав 36,1 % голосов.

### Политические позиции
Чейфи выступает против запрещения абортов, против смертной казни и чартерных школ. Он показал некоторую готовность отойти от политики суровой борьбы с наркотиками в пользу более мягкого подхода. Чейфи поддерживает федеральное финансирование исследований эмбриональных стволовых клеток. Он был одним из немногих республиканцев, которые голосовали против разрешения бурения нефтяных скважин в Арктическом национальном заповеднике. Чейфи был единственным сенатором-республиканцем, высказавшимся в поддержку однополых браков. Он также был единственным республиканцем в Сенате, проголосовшим против разрешения использования силы в Ираке. 22 июня 2006 года он был единственным республиканцем, который проголосовал за поправку Левина о графике вывода американских войск из Ирака.
Чейфи выступает против ликвидации федерального налога на недвижимость. Он также проголосовал против обоих, 2001 и 2003 годов, федеральных законов о сокращении налогов. Чейфи выступает за увеличение федерального финансирования здравоохранения и поддерживает увеличение федерального минимума заработной платы. Он также поддерживает контроль за огнестрельным оружием.
Участвовал в праймериз на пост кандидата в президенты США 2020 года от Либертарианской партии.

### Личная жизнь
Чейфи и его жена Стефани имеют троих детей: Луизу, Калеба и Теа.